# Músculo grande dorsal
O grande dorsal ou "'latíssimo do dorso"' é um músculo que atua sobre os ombros. Têm a sua origem no processo espinhoso das vertebras T6-T12, sacro e cristas ilíacas, e a inserção distal está localizada no sulco intertubercular do úmero.
A função deste músculo é de adução, rotação medial e extensão do braço.
Músculo grande, plano e triangular, origem na aponeurose toracolombar e inserção anterior no terço proximal do úmero, inervado pelo nervo toracodorsal (plexo braquial), ações de adução, extensão e especialmente rotação medial do úmero.